# Comité national suprême (1914-1917)
 (juillet 2025).
Pour les articles homonymes, voir Comité national polonais.

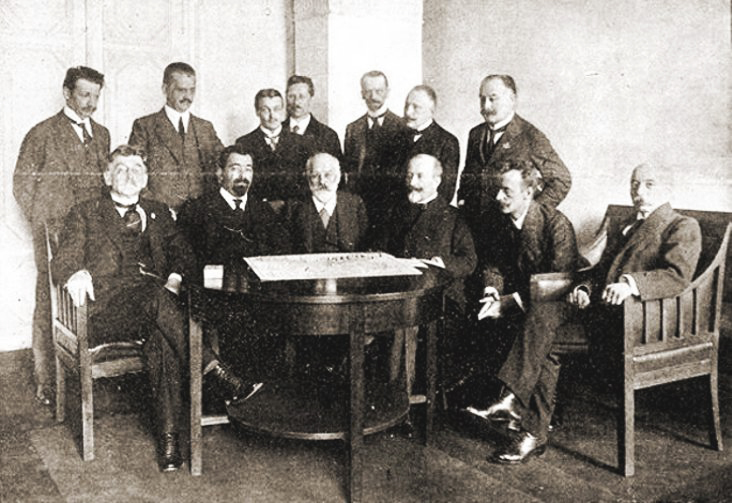
Le comité national suprême en 1914

Le Comité national suprême est la représentation politique des Polonais en Galicie dans l'Empire austro-hongrois. Il est créé le 16 août 1914 à Cracovie, à la suite d’un accord de tous les cercles politiques polonais dans la partition autrichienne.

## Histoire

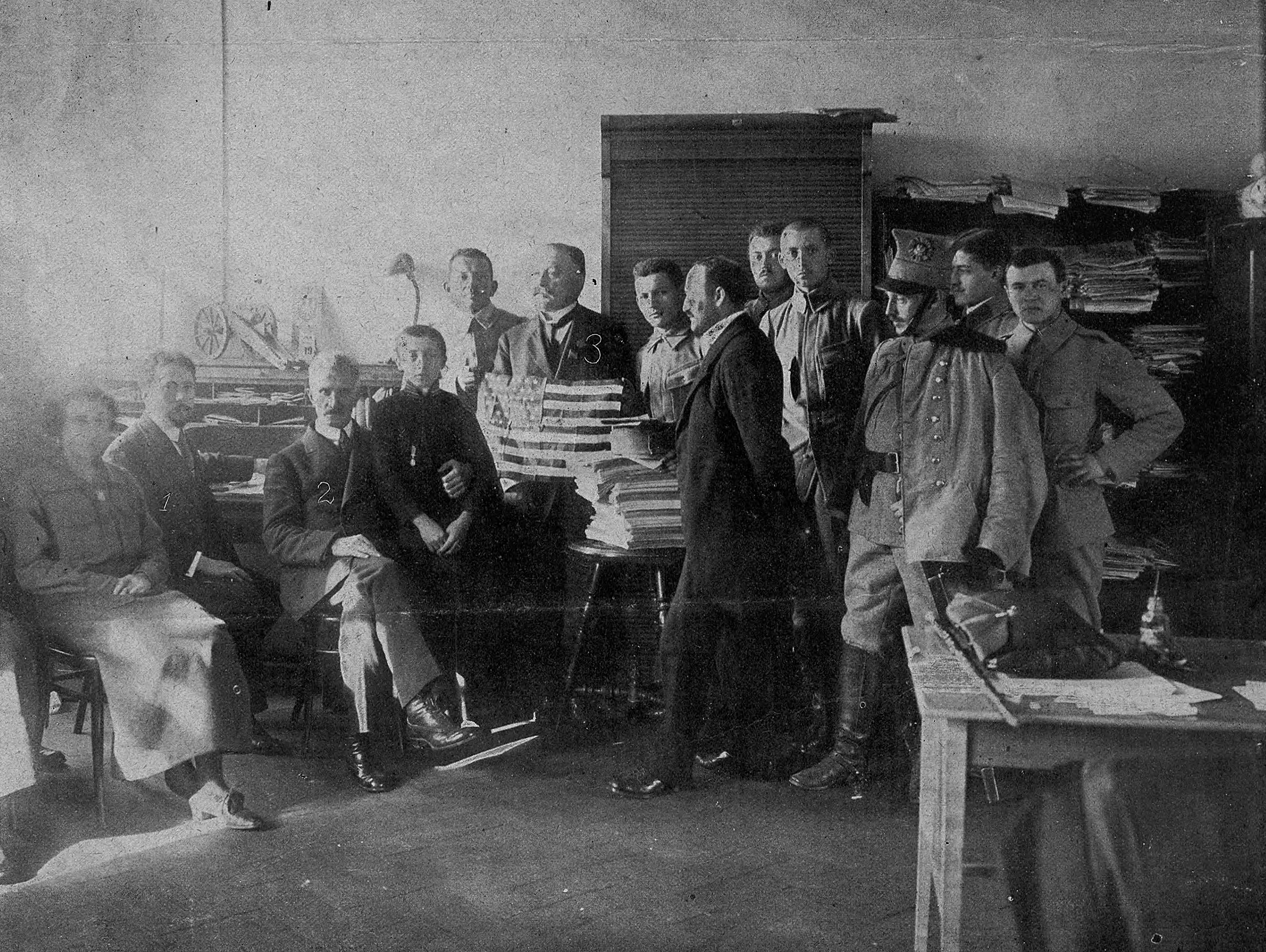
Le comité à Cracovie en 1914

Le comité est créé le 16 août 1914 à Cracovie, remplaçant la Commission temporaire des partis indépendantistes confédérés. Il est composé des partis trialiste, progressiste, indépendantistes, nationaux-démocrates et populaire. Il comprend vingt membres titulaires et un nombre égal de suppléants. Le 5 septembre 1914, après la création du comité, Józef Piłsudski crée l’éphémère Organisation nationale polonaise dans le royaume de Pologne, qui devient membre du comité de Cracovie en décembre 1914. Après la reprise de la majeure partie de la Galicie par l’armée austro-hongroise et l’occupation par les Empires centraux du royaume de Pologne, les structures organisationnelles du comité national suprême sont considérablement élargies. En ce qui concerne la solution de la question polonaise, il est tourné vers l’Autriche-Hongrie et, dès le début, il s’oriente vers la création d’une monarchie trialiste : l’Autriche-Hongrie polonaise. À l’initiative du comité, les légions polonaises sont créées pour combattre aux côtés de l’armée autrichienne contre la Russie. En 1915, un conflit éclate entre Sikorski et Piłsudski, qui s’opposent à la poursuite du recrutement dans les légions. Dans les années qui suivent, l’importance du comité décline et il perd progressivement sa base politique après le départ du Parti populaire, des socialistes et de la Ligue des femmes de Galicie et de Silésie en 1917. Il est remplacé en octobre 1917 par un Conseil de régence.